# Csillag (írásjel)
A csillagjel vagy aszteriszk (*) tipográfiai jel (a latin asteriscum „kis csillag”, illetve a görög ἀστερίσκος szóból).

## Használat
A csillagjelet számos célra használjuk.

### Írott szöveg
- Használhatjuk lábjegyzet jelölésére, akár többszörözve is (*, **, ***).
- Nyilvánosságra nem hozható nevek (J*** Péter) vagy istenek nevénél (I*ten) is használjuk.
- Trágárnak minősülő vagy más módon sértő szavak egyes betűinek helyettesítésére.
- Filmek, tv-műsorok, szállodák, éttermek osztályzására is használják (lásd szálloda#Magyar minősítési feltételek).
- Az aszteriszk néha helyettesíti a díszpontot a lista elemeinél.
- A három csillagból álló aszterizmus(wd) (⁂) szövegrészek elválasztására szolgál.

### Nyelvészet

#### Etimológiák
Etimológiákban is használhatjuk az alapnyelveknél.
Például az angol eleven („tizenegy”) szó az ógermánból származik. Ezt így jelöljük:
- *ainlif → endleofan → eleven

### Számítástechnika
A számítástechnikában gyakran használják mint tetszőlegesen hosszú karakterláncot helyettesítő (joker-) karaktert, pointer (mutató) jelölésére vagy a szorzás jeleként.

### E-mail, chat
A csillagjelet chatszobákban vagy azonnali üzenetküldésben is használjuk.
- Több aszteriszket taps kifejezésére is használunk, pl:

Alice sings a song
Bob: Nice! ***********
- Hibajavításra is használjuk az üzenetküldésnél, ha elhagyunk egy betűt vagy elírunk egy szót, pl:

Alice: What do yuo think
Alice: *you
Bob: Wht,
Bob: Wha?*
Ha kihagyunk egy betűt, megjegyzésként két csillaggal a szó után jelölhetjük a helyes alakot:
Bob: What?**

### Popkultúra
- A Red Hot Chili Peppers szimbóluma egy nyolcágú aszteriszk.
- Az Orange Range japán popegyüttes egyik dalának címe: *~Asterisk~.

## Kódolás
Az Unicode alap aszteriszk jelek az Arabic five pointed star (U+066D), az asterisk operator (U+2217), és a heavy asterisk (U+2731).
| Asterisk | Heavy Asterisk | Small Asterisk | Full Width Asterisk | Open Centre Asterisk |
| -------- | -------------- | -------------- | ------------------- | -------------------- |
| *        | ✱              | ﹡             | ＊                  | ✲                    |

| Math/Low Asterisk | Arabic star | Japanese "rice" star | Teardrop-Spoked Asterisk | Sixteen Pointed Asterisk |
| ----------------- | ----------- | -------------------- | ------------------------ | ------------------------ |
| ∗                 | ٭           | ※                    | ✻                        | ✺                        |

| Hivatalos angol név                            | Unicode | Decimális | UTF-8       | HTML     | Megjelenítés |
| Asterisk                                       | U+002A  | &#42;     | 2A          |          | *            |
| Small Asterisk                                 | U+FE61  | &#65121;  | EF B9 A1    |          | ﹡           |
| Full Width Asterisk                            | U+FF0A  | &#65290;  | EF BC 8A    |          | ＊           |
| Asterisk Operator (Math Asterisk)              | U+2217  | &#8727;   | E2 88 97    | &lowast; | ∗            |
| Heavy Asterisk                                 | U+2731  | &#10033;  | E2 9C B1    |          | ✱            |
| Open Centre Asterisk                           | U+2732  | &#10034;  | E2 9C B2    |          | ✲            |
| Eight Spoked Asterisk                          | U+2733  | &#10035;  | E2 9C B3    |          | ✳            |
| Sixteen Pointed Asterisk                       | U+273A  | &#10042;  | E2 9C BA    |          | ✺            |
| Teardrop-Spoked Asterisk                       | U+273B  | &#10043;  | E2 9C BB    |          | ✻            |
| Open Centre Teardrop-Spoked Asterisk           | U+273C  | &#10044;  | E2 9C BC    |          | ✼            |
| Heavy Teardrop-Spoked Asterisk                 | U+273D  | &#10045;  | E2 9C BD    |          | ✽            |
| Four Teardrop-Spoked Asterisk                  | U+2722  | &#10018;  | E2 9C A2    |          | ✢            |
| Four Balloon-Spoked Asterisk                   | U+2723  | &#10019;  | E2 9C A3    |          | ✣            |
| Heavy Four Balloon-Spoked Asterisk             | U+2724  | &#10020;  | E2 9C A4    |          | ✤            |
| Four Club-Spoked Asterisk                      | U+2725  | &#10021;  | E2 9C A5    |          | ✥            |
| Heavy Teardrop-Spoked Pinwheel Asterisk        | U+2743  | &#10051;  | E2 9D 83    |          | ❃            |
| Balloon-Spoked Asterisk                        | U+2749  | &#10057;  | E2 9D 89    |          | ❉            |
| Eight Teardrop-Spoked Propeller Asterisk       | U+274A  | &#10058;  | E2 9D 8A    |          | ❊            |
| Heavy Eight Teardrop-Spoked Propeller Asterisk | U+274B  | &#10059;  | E2 9D 8B    |          | ❋            |
| Arabic star                                    | U+066D  | &#1645;   | D9 AD       |          | ٭            |
| Japanese "Rice" Star                           | U+203B  | &#8251;   | E2 80 BB    |          | ※            |
| Tag Asterisk                                   | U+E002A | &#917546; | F3 A0 80 AA |          | -            |